# Basilepta minor
Basilepta minor es un insecto coleóptero de la familia Chrysomelidae.
Fue descrita científicamente por primera vez en 1929 por Pic.